# ریخارد خرونندال
ریخارد خرونندال (هلندی: Richard Groenendaal؛ زادهٔ ۱۳ ژوئیهٔ ۱۹۷۱) دوچرخه‌سوار اهل هلند است.
وی در مسابقات کشوری و بین‌المللی در مجموع برندهٔ ۱ مدال طلا، ۲ مدال نقره شده‌است.